# 修德站
修德站（：／ Sudŏk yŏk */?）是朝鮮民主主義人民共和國平安南道殷山郡修德里的一個鐵路車站，属于平罗线。

## 邻近车站
平罗线
新仓站 - 修德站 - 新成川站